# Décimas, autobiografía en verso
Décimas, autobiografía en verso es el nombre que recibe el libro autobiográfico de la cantautora chilena Violeta Parra, escrito entre 1957 y 1958 y editado en 1970.
La edición estuvo a cargo de la Editorial Pomaire, y posteriormente de la Editorial Nueva Universidad, para finalmente ser reeditado en 2012 por la Editorial Sudamericana, bajo el patrocinio del Museo Violeta Parra, que incluyó presentaciones de Pablo Neruda, Nicanor Parra y Pablo de Rokha.
El contenido de la obra, posee más de noventa grupos de décimas en las cuales relata su infancia en la ciudad de Chillán, su viaje a Francia y las injusticias sociales de la época, versos que, más adelante, las diez primeras, serían parte del álbum Décimas y centésimas. Asimismo, las décimas serían interpretadas musicalmente por diversos artistas como Patricio Manns, Los Bunkers e Inti-Illimani con La exiliada del sur, como también Evelyn Cornejo con Más van pasando los años.